# Sacai
Sacai è un marchio di moda di lusso giapponese fondato da Chitose Abe (nata Chitose Sakai) nel 1999. La rivista Vogue ha definito Sacai influente nell'abbattere la dicotomia tra abbigliamento casual e formale.

## Storia
Abe è cresciuto nella prefettura di Gifu facendo vestiti per bambole. Sua madre era una sarta. Abe ha lavorato come modellista per Comme des Garçons e in seguito ha lavorato per Junya Watanabe.
Dal 2016 al 2019 ha collaborato con Sophie Bille Brahe, The North Face, Beats Electronics, Apple e Nike.